# Prezi
Prezi es un programa de presentaciones para explorar y compartir ideas sobre un documento virtual basado en la informática en nube  (software como servicio). La aplicación se distingue por su interfaz gráfica con zoom, que permite a los usuarios disponer de una visión más acercada o alejada de la zona de presentación, en un espacio 2.5D.
Es una página web que  se utiliza como plataforma puente entre la información lineal y la no lineal, y como una herramienta de presentación para el intercambio de ideas, ya sea de forma libre o estructurada. El texto, las imágenes, los vídeos y otros medios se colocan sobre el lienzo, y se pueden agrupar en marcos. Después, los usuarios designan el tamaño relativo, la posición entre todos los objetos de la presentación y cómo se desplazarán, creando un mapa mental. Para las presentaciones lineales, los usuarios pueden construir una ruta de navegación prescrita.
Las presentaciones finales se pueden mostrar en una ventana del navegador web o ser descargadas. Prezi utiliza un modelo freemium; cualquier usuario puede utilizarlo gratis si se registra, pero quienes pagan tienen derecho a funciones como trabajar sin conexión o usar herramientas de edición de imagen dentro de la aplicación. Existen licencias especiales para estudiantes y educadores. Hay más de 75 millones de usuarios registrados, según datos de la compañía.

## Historia
Prezi es una aplicación de origen húngaro. Su creador, Ádám Somlai-Fischer, es un arquitecto que llevaba trabajando con presentaciones de zoom desde 2001. Entonces no existía ningún editor de ese tipo, así que debía codificar cada presentación a mano.
En 2007 el profesor Péter Halácsy, de la Universidad de Tecnología y Economía de Budapest, le convenció para desarrollar un programa de presentaciones de zoom que pudiese utilizar cualquier persona. Después de crear el prototipo, reclutaron al empresario Peter Arvai como director general para que les ayudara a constituir la empresa y vender su producto. Prezi se puso en marcha en 2009 con oficinas en Budapest (Hungría) y San Francisco (Estados Unidos), apoyado por el fondo de capital riesgo Sunstone Capital. Actualmente cuentan con financiación de otro fondo de inversión, Spectrum Equity.

## Características

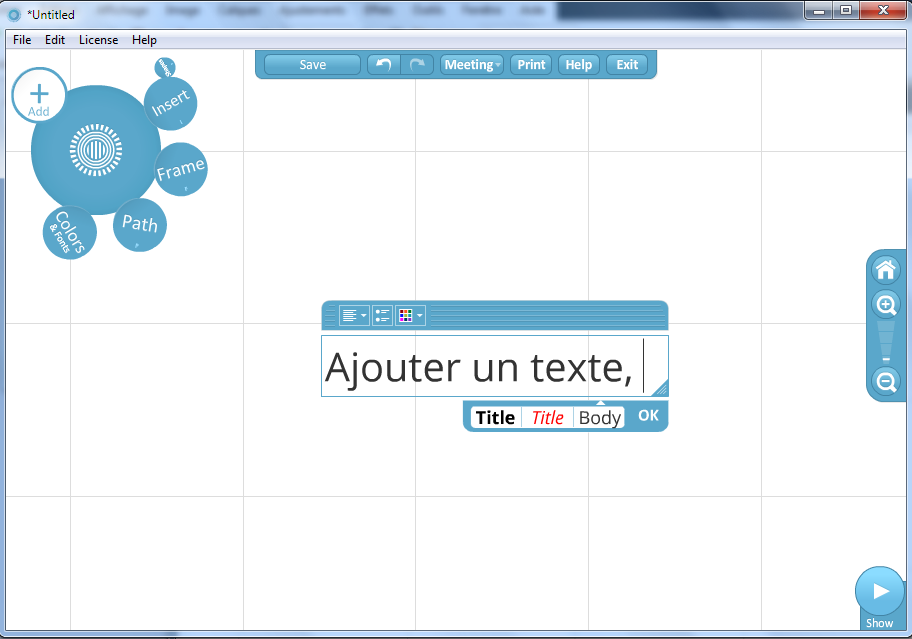
Ventana inicial de Prezi en su versión de escritorio.

Los usuarios de Prezi deben registrarse en el sitio web antes de trabajar con la plataforma. El editor sigue un modelo freemium que permite trabajar gratis si se está conectado a internet, pero existen modalidades de pago con ventajas como ocultar los trabajos, editarlos sin conexión y una mayor capacidad de almacenamiento en nube. Inicialmente, Prezi estaba desarrollado con Adobe Flash, Adobe Air y construido con framework Django, pero actualmente, con la creación de Prezi Next, utiliza 100% HTML5.

Todas las cuentas gratuitas son públicas y cualquiera puede ver los contenidos que hay en ellas, algo evitable con la opción de pago.
Entre sus características principales, permite organizar la información de forma esquemática y exponerla con libertad, sin seguir la secuencia de diapositivas. Se puede navegar por la presentación (un frame en 2.5D) desde la vista general, ampliándola o reduciéndola gracias a su interfaz gráfica con zoom. En función de la narrativa pueden implementarse efectos visuales, videos o cualquier otro contenido. Cualquiera de las versiones de Prezi dispone de plantillas que permiten al usuario ahorrar tiempo a la hora de desarrollar la presentación, incluyendo un tutorial de uso.
Algunos usuarios han criticado que la interfaz de zoom de Prezi puede producir una estimulación visual excesiva. Para solucionar ese inconveniente, la empresa ofrece manuales con recomendaciones de uso.